# 生态矿业
生态矿业（Ecological mining）是一种矿业开发方式，其全过程以生态经济学为基础，在矿区内进行全面规划，以节约资源、绿色生产和废弃物多层次循环利用为特征，满足社会发展需要、提高人类的生活水平为最终目标的现代矿业发展模式。生态矿业立足保护生态环境，旨在进行对生态环境无损害的生产并提高资源利用率，与传统矿业相比，更有利于实现矿产资源开发与环境资源保护协调发展。